# Central American Airlines
La Central American Airways era una compagnia aerea con sede in Honduras fondata nel 2008 e che cessò le operazioni nel 2011 dopo un incidente che causò la morte di 14 persone. Non deve essere confusa con la compagnia aerea charter ed operatore di base fissa con lo stesso nome che ha sede nel Bowman Field a Louisville, Kentucky.

## Storia
La compagnia aerea era stata fondata nel marzo 2008 e nel 2010 iniziò a volare verso vari luoghi in Honduras. Ha cessato le operazioni il 1 settembre 2011. EasySky ha acquistato tutte le sue azioni nel 2011. EasySky purchased all shares of Central American Airways in 2011.

## Incidenti
Il 14 febbraio 2011, un Let L-410 Turbolet che operava come volo 731, si schianta durante l'avvicinamento all'aeroporto internazionale Toncontín, Tegucigalpa, Honduras. Tutte le 14 persone a bordo sono morte nell'incidente.